# 彫漆

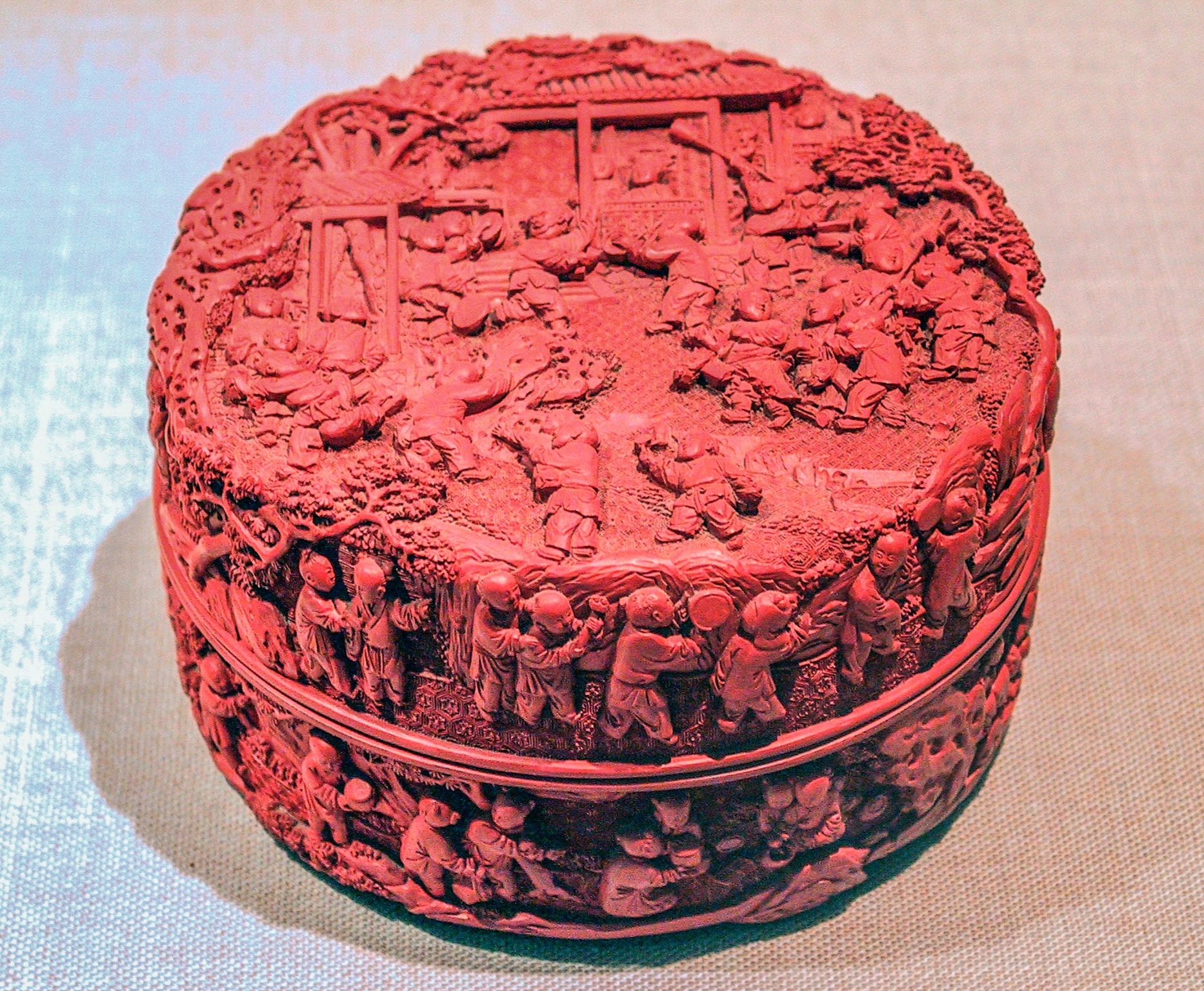
堆朱工芸製作の漆器

彫漆（ちょうしつ）とは、器物の表面に漆を何層にも塗り重ね、その漆の層を刀で彫ってレリーフ状に文様を表す漆工技法の総称である。

## 概説
唐代に始まるといわれるが、現存遺品から判断する限りでは、南宋時代から本格的に行われるようになり、元代、明代、清代に盛んに制作され、現代に至るまで制作されている中国を代表する漆工技法である。様々な技法があり、その名称も中国名と日本名とで異なる。代表的なものでは、朱漆を用いたものを「剔紅」（日本では「堆朱」と呼ぶ）、黒漆を用いたものを「剔黒」（日本では「堆黒」と呼ぶ）と呼ぶほか、「剔黄」、「剔緑」、各色の漆の彩色を彫り表した彫彩漆などがある。最古の遺品としては、イギリスの探検家スタインが新疆ウイグル自治区ミーランで発見した、「革製鎧小札」（大英博物館蔵）が有名である。8世紀から9世紀頃の遺物と言われる小札には、黒・朱・黄色の彩漆塗り重ねて、勾玉文様や円文様、逆S字文様などを彫り表すが、彫り目は浅く、彫漆の原初的段階を示す。宋代になると彫漆の特徴は、文様が細徴で、塗りは比較的薄く、彫りが鋭くなく丸みを帯びてくる。元代になると、嘉興府西塘楊匯（浙江省）から張成や楊茂という名工が出て、椿尾長鳥文香盆（京都・興臨院蔵）に代表されるように、彫りが鋭く写実的な作風の漆器が作られた。明初の永楽年間（1403年－1424年）には北京に官営工場の果園廠が設けられた。明代後期の嘉靖年間から万暦年間（1522年－1620年）と清代の乾隆期（1736年－1795年）にも盛んに作られるようになったが、その様式は厚くやわらかい漆層に細徴な文様を彫り出す技巧的な傾向を強めていった。

## 代表的な作品
- 『梔子堆朱盆』　伝統的な彫漆名工である張成が制作したとされる元代の作品である[2]。器体を円形に作り、全体に堆朱を施し、見込には一茎の梔子、外観面には、唐草文様の意匠を表す[2]。北京故宮博物院蔵。
- 『牡丹孔雀堆黒稜花盆』　ゆるやかに立ち上がりをつけた八弁の稜花盆で、雌雄の孔雀を上下に配し、その間隙を牡丹の花枝で埋め尽くしている>[3]。台北国立故宮博物院蔵。